# 欧米加常数
欧米加常数是一个数学常数，定义为： 
{\displaystyle \Omega \,\exp(\Omega )=1.\,}
它是W(1)的值，其中W是朗伯W函数。
Ω的值大约为0.5671432904097838729999686622 （OEIS數列A030178）。它具有以下的性质： 
{\displaystyle e^{-\Omega }=\Omega ,\,}
或
{\displaystyle \ln(1/\Omega )=\Omega .}
我们可以用迭代的方法来计算Ω，从Ω0开始，用下面的数列进行迭代：
{\displaystyle \Omega _{n+1}=e^{-\Omega _{n}}.\,}
当n→∞时，这个数列收敛于Ω。

## 无理数和超越数
我们可以用e是超越数的事实来证明Ω是无理数。如果Ω是有理数，则存在整数p和q，使得
{\displaystyle {\frac {p}{q}}=\Omega }
所以
{\displaystyle 1={\frac {pe^{\frac {p}{q}}}{q}}}
{\displaystyle e={\sqrt[{p}]{\frac {q^{q}}{p^{q}}}}}
这样，e就是p次代数数。但是，e实际上是超越数，所以Ω一定是无理数。
Ω实际上也是一个超越数，这可以由林德曼-魏尔斯特拉斯定理直接推出。如果Ω是代数数，exp(Ω)将会是超越数，exp−1(Ω)也是超越数。但这与它是代数数的假设矛盾。